# Postzegels min 10 procent
Belgische min 10 procent postzegels zijn Belgische postzegels die kort na de Tweede Wereldoorlog door middel van een opdruk '–10%' gedevalueerd werden. Het gaat hierbij om zowel postzegels als voorgedrukte frankeerstukken (zoals een gele briefkaart), met verschillende frankeerwaarden.

## Achtergrond
Door de algemene devaluatie die door de Belgische regering werd doorgevoerd in 1946 (vergelijk in Nederland de devaluatie van de gulden) was het ook nodig om de in omloop zijnde postzegels in waarde te verminderen, naast de tarieven van de Belgische Spoorwegen. Het vervangen van de reeds gedrukte postzegels door nieuwe was echter door de naoorlogse omstandigheden niet aan de orde. De bestaande zegels dienden gebruikt te worden maar met een aanduiding van de waardevermindering. De drijvende kracht achter deze devaluatie was de toenmalige eerste minister, Achiel Van Acker.

## Details van de uitvoering van de waardevermindering

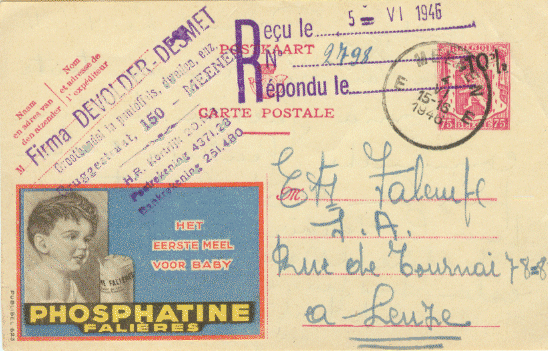
'Enkele' postkaart, originele waarde 0,75 frank

Bij Ministerieel Besluit van 16 mei 1946 tot en met 14 december 1948 werden de posttarieven met 10% verminderd. Deze waardevermindering is daarom ook de naam geworden van deze categorie Belgische zegels. Elke postmeester in België kreeg de opdracht om op alle postzegels voorradig in zijn kantoor een opdruk ‘–10%’ aan te brengen en dit voor de opening van de loketten op maandag 26 mei 1946. Het daarvoor nodige materiaal moest in de lokale handel worden aangekocht. Dit resulteerde in opdrukken die specifiek zijn per kantoor.
Datzelfde M.B. bepaalde welke postzegels en postkaarten mochten worden overdrukt:
- Postzegels van 1,50, 2 en 5 frank
- ‘enkele’ postkaarten van 0,75 en 2 frank
- ‘dubbele’ postkaarten van 1,50 en 4 frank.

De 1,50, 2 en 5 frank mochten dus, naast Leo met V, ook de types Poortman, Leo zonder V, Leeuw V en Lion V omvatten; de meeste kantoren hadden die echter niet meer in voorraad of maar zeer beperkt. Dienstnota 21 van 21 mei 1946 liet ook toe het ‘Internationaal Antwoordbewijs’ te overdrukken. Dienstnota 24 van 11 juni 1946 bepaalde uitdrukkelijk dat alleen de bovenvermelde waarden voor het frankeren van zendingen mochten worden gebruikt.
Dienstnota 32 van 6 augustus 1946 liet toe dat het publiek postzegels, gekocht voor 20 mei 1946 alsnog kon laten overstempelen met –10% met terugbetaling van het verschil. Er moesten minstens 20 zegels worden aangeboden, samen met een ontvangstbordel, dat door het kantoor bewaard werd. Deze postzegels zijn niet van de ‘oorspronkelijke’ te onderscheiden en horen dus wel thuis in een verzameling. Tevens zegt deze Dienstnota 32 dat de kantoren, die hun –10% op de postkaarten naast de frankering hebben aangebracht, dit moesten verbeteren ‘om misbruik te voorkomen’. Dit verklaart het bestaan van twee verschillende –10% op dezelfde kaart.
Ook de postzegels nodig voor bijfrankering van de postkaarten moesten worden voorzien van een –10% maar deze werden niet afzonderlijk verkocht (uitzonderingen zijn vermeld).
Er zijn tot nog toe een 600-tal verschillende opdrukken gekend. Deze zijn dus afkomstig van kantoren die met zekerheid een eigen-specifieke –10% stempel gebruikten. Tot nog toe zijn er ongeveer 2.200 postwaardestukken gekend.

## Verzamelen

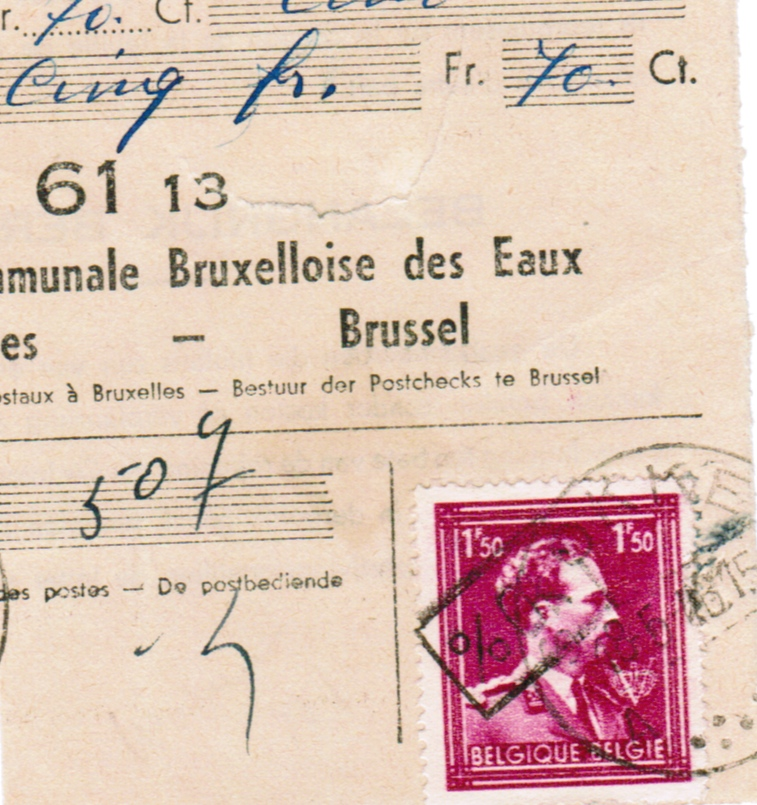
Zegel Leopold III met V, originele waarde 1,50 frank

Door de beperkte oplage van een aantal gemeenten (uitsluitend de voorradige zegels werden overgestempeld) zijn deze zegels zeer gezocht. Zeer veel types zijn nagemaakt met stempels die de oorspronkelijke dicht benaderen. Het onderscheid is daarom niet altijd eenvoudig.
Door de specifieke stempel met een duidelijke '–10%', worden deze zegels heel toepasselijk 'min 10 procent zegels' genoemd. Soms wordt dit gecombineerd met de naam van de minister die de devaluatie doorvoerde: 'min 10% Van Acker' of 'uitgifte Van Acker'.
De meeste zegels zijn natuurlijk gebruikt en dus afgestempeld. De gemeenten die kunnen verzameld worden zijn deze van voor de fusie van de Belgische gemeenten.
Elke tot nog toe uitgegeven catalogus heeft zijn eigen methode om de waarde te bepalen van zo'n zegel. Haubourdin kent 'punten' toe, Berlingin/Lejeune baseren zich op het aantal gevonden zegels. Er wordt een vuistregel van 5 euro per zegel gehanteerd maar dit is soms te laag en soms te hoog.